# بيدرو غوميز (قسيس مسيحي)
بيدرو غوميز (بالفرنسية: Pedro Gómez Barroso de Albornoz)‏ (و. 1322 – 1374 م) هو برسبيتر شيخ من تاج قشتالة، وإسبانيا، ولد في قونكة، توفي في أفينيون، عن عمر يناهز 52 عاماً.

## مناصب
تولى منصب Roman Catholic Archbishop of Seville ‏ (23 مارس 1369–1371)
- Bishop of Lisbon ‏
- Roman Catholic Bishop of Siguenza  [لغات أخرى]‏
- كاردينال

.

## التعليم
تعلم في جامعة بولونيا
.